# François Noudelmann
François Noudelmann, né le 20 décembre 1958, est un philosophe français.

## Biographie
Docteur en philosophie (1992), il est professeur titulaire à New York University, émérite à l'Université de Paris-VIII, et membre honoraire de l'Institut Universitaire de France. Il a présidé le Collège international de philosophie de 2001 à 2004 et dirige depuis 2019 La Maison française de NYU. Producteur à France Culture de 2002 à 2013, il a animé les émissions hebdomadaires et quotidiennes Les Vendredis de la philosophie, Macadam philo, Je l'entends comme je l'aime, Le Journal de la philosophie. Il dirige deux collections d'essais, « Intempestives » aux Presses universitaires de Vincennes, et « Voix Libres », consacrée à des traductions, aux éditions Max Milo.
Traduits en une douzaine de langues, ses travaux portent sur la littérature et la philosophie.

## Œuvres

### Essais
- Huis clos et Les mouches de Jean-Paul Sartre, Gallimard, 1993, 2e éd. .2006.
- La Culture et l'homme, avec G. Barrère et MP Lachaud, Dunod, 1994.
- Sartre : L'incarnation imaginaire, L'Harmattan, 1996.
- Image et absence : Essai sur le regard, L'Harmattan, 1998.
- Beckett ou La scène du pire, Honoré Champion, 1998, 2e éd. 2010.
- Avant-gardes et modernité, Hachette, 2000.
- Pour en finir avec la généalogie, Léo Scheer, 2004.
- Jean-Paul Sartre, Adpf publications, 2005.
- Samuel Beckett, avec B. Clément, Adpf publications, 2006.
- Le Toucher des philosophes. Sartre, Nietzsche et Barthes au piano, Gallimard, coll. « Blanche », 2008 (grand prix des Muses 2009), 2e éd. Folio essais 2014.
- Les Airs de famille. Une philosophie des affinités, Gallimard, coll. « Blanche », 2012.
- Le Génie du mensonge, Max Milo, 2015, 2e éd. Pocket, 2017.
- Édouard Glissant. L'identité généreuse, Flammarion, 2018.
- Penser avec les oreilles, Max Milo, 2019.
- Un tout autre Sartre, Gallimard, coll. « Blanche », 2020.
- Peut-on encore sauver la vérité?, Max Milo, 2024.

### Romans, Récits
- Hors de moi, Léo Scheer, 2006
- Tombeaux. D'après La Mer de la fertilité de Mishima, Cécile Defaut, 2012.
- Les Enfants de Cadillac, Gallimard, coll. « Blanche », 2021 (sélection prix Goncourt, Femina, André Malraux, Bourse Pierre de Monaco) coll. Folio, 2023.

### Collectifs
- La Nature, de l'identité à la liberté, S.T.H., 1991.
- Le Corps à découvert, S.T.H., 1992.
- Suite, série, séquence, avec D. Moncond'huy, 1998.
- Ponge : matière, matériau, matérialisme, avec N. Barberger et H. Scepi, La Licorne, 2000.
- Scène et image, avec D. Moncond'huy, La Licorne, 2000.
- Roland Barthes après Roland Barthes, avec F. Gaillard, PUF, 2002.
- L’Étranger dans la mondialité, PUF, 2002.
- Le Matériau, voir et entendre, avec A. Soulez, PUF, 2002.
- Politiques de la communauté, avec G. Bras, PUF, 2003.
- Les 20 Ans du Collège international de philosophie avec A. Soulez, Rue Descartes, PUF, 2004.
- Politique et filiation, avec R. Harvey et E-A Kaplan, Kimé, 2004.
- Dictionnaire Sartre, avec G. Philippe, Honoré Champion, 2004.
- Filiation and its discontents, avec R. Harvey et E-A Kaplan, SUNY-SB papers, 2009.
- Édouard Glissant, la pensée du détour, avec F. Simasotchi-Bronès, Larousse, Littérature, n°174, 2014.
- Soundings and Soundscapes, avec S. Kay, Paragraph Vol 41 No 1, Edinburgh University Press, 2018.
- Archipels Glissant, avec F. Simasotchi-Bronès et Y. Toma, PUV, 2020.

### Entretiens
- L'Entretien du monde, avec Édouard Glissant, PUV, 2018.
- Penser l'avenir, avec André Gorz, La Découverte, 2019.

### Éditions
- Film, de Samuel Beckett (MK2, 2006).
- Situations V, VI, VII, VIII, de Jean-Paul Sartre (Gallimard, 2018, 2021, 2021, 2023).